# Gigi Villoresi
Luigi Villoresi, soprannominato Gigi (Milano, 16 maggio 1909 – Modena, 24 agosto 1997), è stato un pilota automobilistico italiano.

## Biografia
Luigi Villoresi nacque in una famiglia nota a Milano. Era figlio di Esther e Gaetano, proprietario di un'azienda che produceva energia elettrica, e nipote di Eugenio Villoresi, l'ingegnere che progettò il Canale Villoresi, a sua volta discendente di Luigi Villoresi uno dei grandi botanici e paesaggisti del XIX secolo. Luigi era il primogenito di cinque figli, tutti morti tragicamente. Fu molto legato al fratello Emilio di quattro anni più giovane, anche lui valente pilota, che morì sul circuito di Monza il 28 giugno 1939, provando una Alfa Romeo Alfetta.

## Carriera

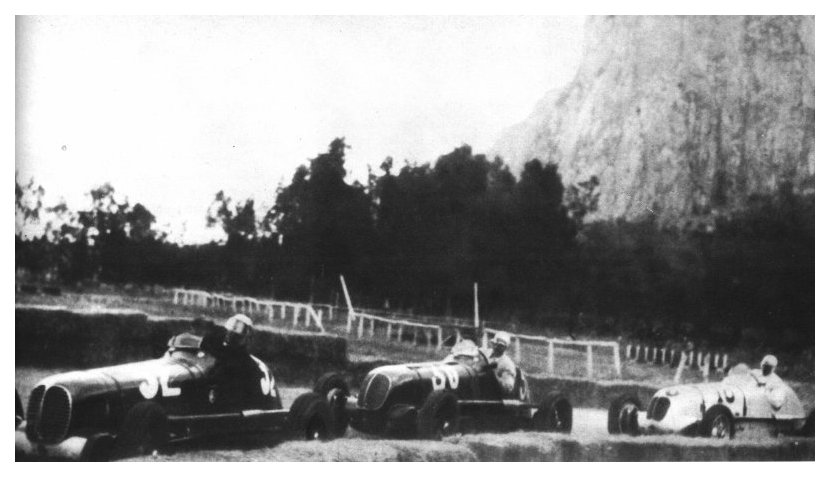
Villoresi alla Targa Florio 1938. In ordine: Gigi Villoresi, Aldo Marazza e Paul Pietsch

Le prime gare di Luigi furono i raduni locali del 1931 a cui partecipò con una Lancia Lambda. Nel 1933 acquistò una Fiat 508 Balilla ed esordì nella Mille Miglia, insieme al fratello più giovane Emilio che lo assisteva come navigatore, terminando quinto nella sua classe.
Nel 1935 si laureò campione italiano nella classe 1100cc e con una Maserati 4CM arrivò al sesto posto alla I Coupe du Prince Ranier; venne in questo modo notato da Ernesto Maserati che lo invitò a far parte della squadra ufficiale nel 1936, con questa unione che sarebbe poi durata fino al 1949.
La sua prima vittoria con la Maserati fu nel 1937 nel Gran Premio di Cecoslovacchia nella classe voiturette, mentre l'anno successivo colse il suo primo successo alla Coppa Acerbo e diventò Campione italiano di categoria. Si ripeté nel 1939 conquistando anche la vittoria nella Targa Florio.
Nel 1940 vinse di nuovo la Targa Florio e conquistò il quarto posto nel IV Gran Premio di Tripoli. Lo sviluppo e l'aggravarsi della Seconda guerra mondiale lo costrinse a interrompere temporaneamente la propria carriera. Durante il conflitto si dedicò quindi insieme all'amico e socio Alberto Ascari al business dei trasporti, rifornendo di benzina l'esercito italiano in Nord Africa.
Dopo la fine della guerra, Villoresi riprese a correre con la Scuderia Milan fondata da lui stesso e nel 1946 e vinse il Gran Prix de Nice. Nel 1947 cominciò a correre con l'amico Alberto Ascari alla guida della Maserati 4CLT ripetendo il successo nel Grand Prix de Nice e diventando campione italiano assoluto. Nello stesso anno conquistò importanti vittorie a Marsiglia, Strasburgo e Losanna.

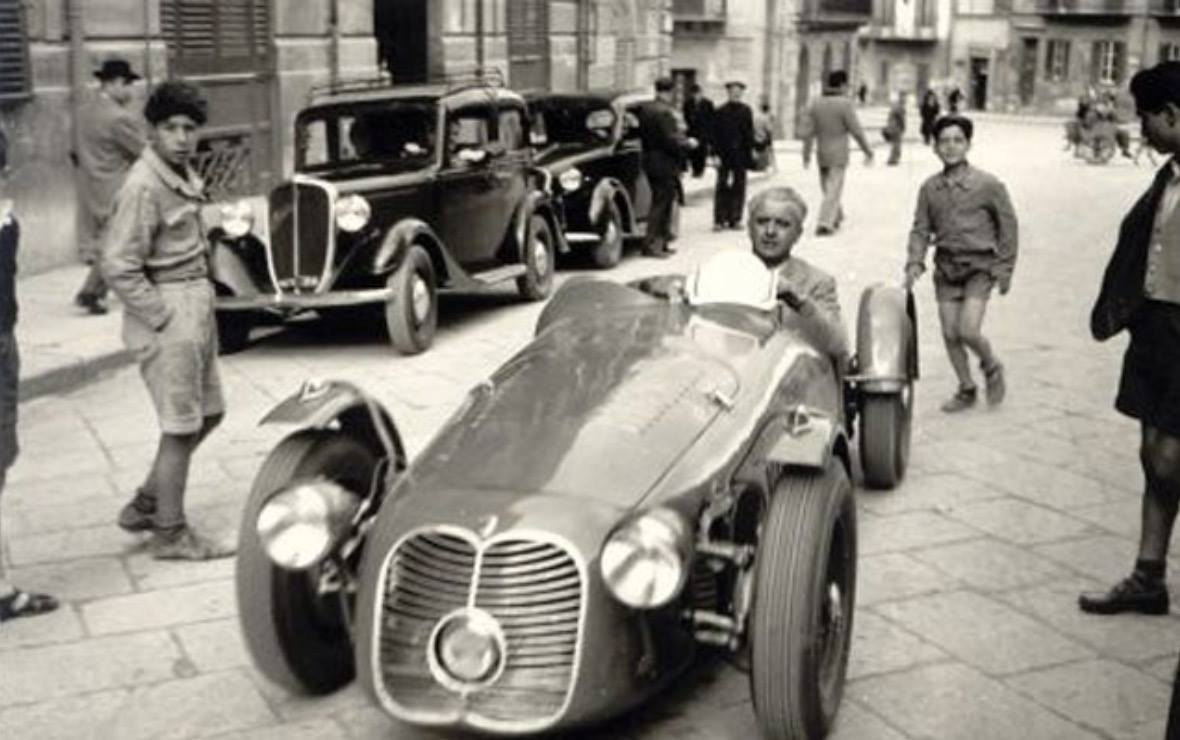
Villoresi alla Targa Florio 1948

Nel 1948 conquistò la vittoria a Comminges, ad Albi, a Napoli, al Grand Prix britannico e a quello del Penya Rhin, diventando campione italiano assoluto per la seconda volta. Nel 1949, a fronte delle vittorie ottenute, Enzo Ferrari decise di mettergli a disposizione le vetture per disputare il Grand Prix de Bruxelles e il Grand Prix de Luxemburg, entrambe chiuse con due successi. Ferrari decise quindi di offrirgli un accordo per correre per lui e Villoresi, nonostante la reciproca diffidenza derivante anche dalle circostanze della morte del fratello Emilio, decise di accettare, coinvolgendo anche Ascari e Farina.

Villoresi (primo da sinistra) in un momento di relax assieme ai colleghi Alberto Ascari ed Eugenio Castellotti, ed all'ingegner Vittorio Jano

Nel 1950 ebbe un grave incidente uscendo fuori strada alla prima curva al Gran Premio delle Nazioni riportando gravi ferite ma riuscì a tornare a correre per la coppa Inter-Europa con una Ferrari 340 America; fu con questa macchina che si aggiudicò anche la vittoria alle Mille Miglia. Partecipò a tre gare del campionato mondiale di Formula 1 di quell'anno ottenendo come miglior risultato il sesto posto nel Gran Premio del Belgio.

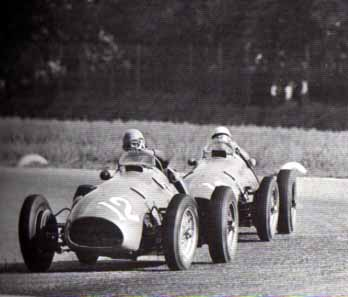
Villoresi nella scia di Ascari nel Gp d'Italia 1952

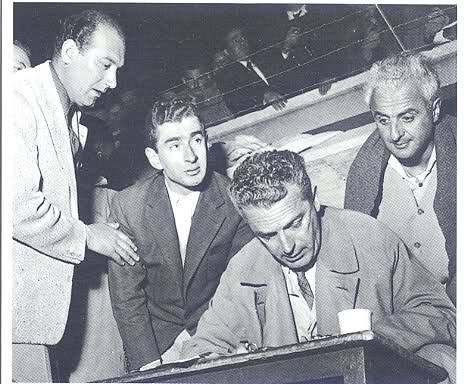
Il team Ferrari alla 24 Ore di Le Mans 1953. Da sinistra: Aurelio Lampredi (ingegnere), Paolo Marzotto (pilota), Nello Ugolini (seduto, direttore sportivo dal 1952 al 1955) e Gigi Villoresi (pilota)

Nel 1951 partecipò con la Ferrari 375 F1 al campionato di Formula 1 arrivando tre volte al terzo posto (Belgio, Francia e Gran Bretagna) e due volte quarto (Germania e Italia). Nel 1952 partecipò con la Ferrari 500 alle ultime due gare del mondiale arrivando terzo in entrambe le occasioni. Nel 1953 arrivò secondo in Belgio e Argentina e terzo nel Gran Premio d'Italia.
Nel 1954 Ascari e Villoresi passarono alla scuderia Lancia; Villoresi corse la maggior parte della sua stagione in Formula 1 con la Maserati 250F arrivando quinto in Francia e solo l'ultima gara con la Lancia D50 ritirandosi al Gran Premio di Spagna.
Nel 1955 con la Lancia D50 si ritirò in Argentina e fu quinto a Montecarlo. Dopo la morte di Ascari, Gianni Lancia consegnò le sue vetture a Enzo Ferrari, e Villoresi corse la sua ultima stagione di Formula 1 con la Maserati 250F arrivando quinto nel Gran Premio del Belgio.
Nel 1958 vinse il prestigioso Rally dell'Acropoli in Grecia con una Lancia Aurelia GT, assieme a Ciro Basadonna.
Nel 1960 fu insignito della Medaglia d'Oro al valore atletico per meriti eccezionali.

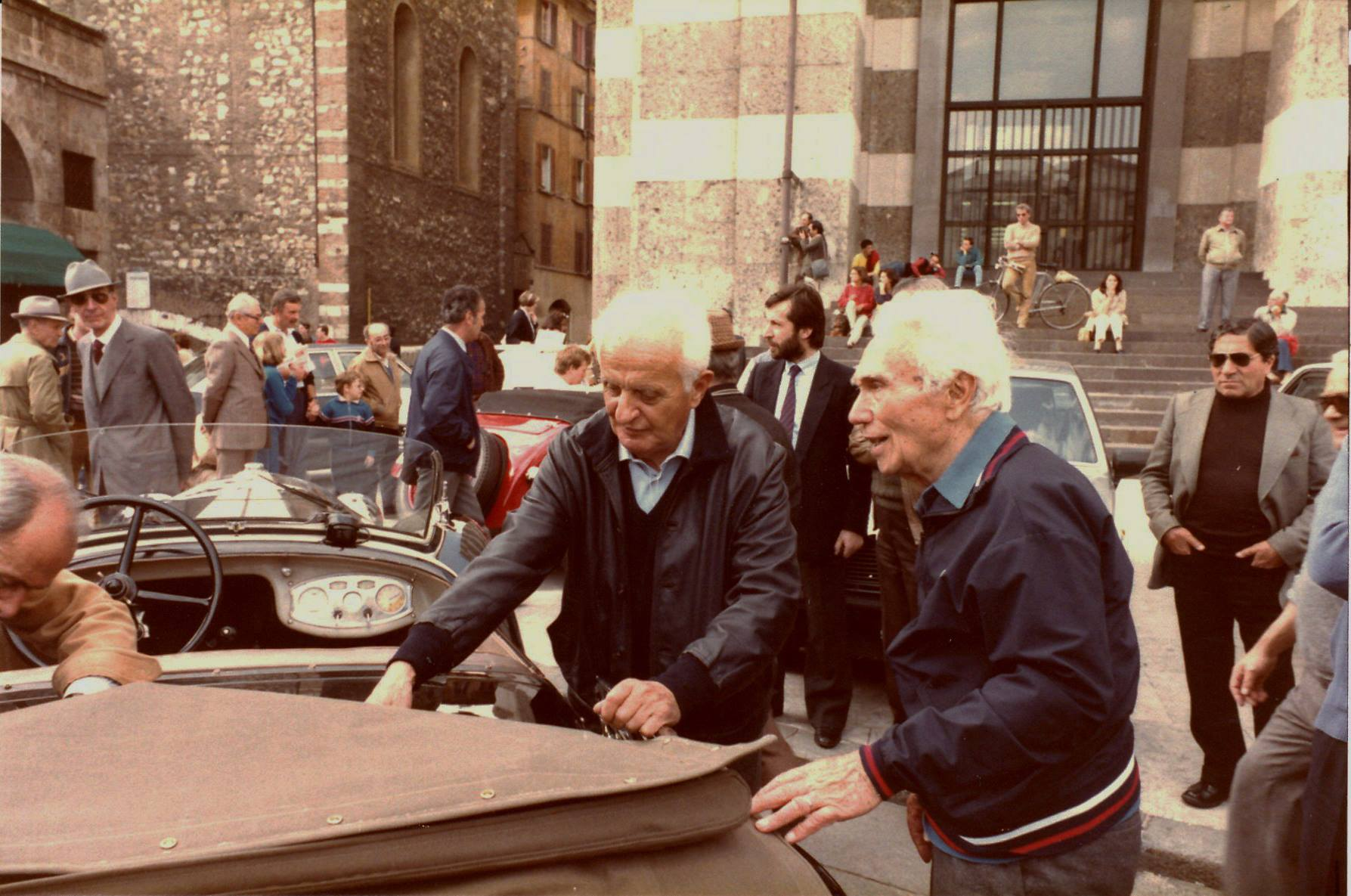
Villoresi (al centro) insieme a Taruffi (a destra) alla Mille Miglia 1984

Dopo il suo ritiro visse a Milano e Modena presso don Sergio Mantovani "il parroco dei piloti di Formula 1", rimanendo un ambasciatore della Maserati.
Il 13 marzo 1996, su richiesta del presidente della commissione culturale dell'Automotoclub Storico Italiano (ASI) Valerio Moretti e di altre personalità dell'automobilismo, gli fu assegnato il vitalizio previsto dalla legge Bacchelli.
È morto il 24 agosto 1997 ed è sepolto nel Cimitero di Albareto.

## Risultati

### Formula 1
| 1950 | Scuderia | Vettura |  |     |  |     |   |    |  |  |  | Punti | Pos. |
| ---- | -------- | ------- |  | --- |  | --- | - | -- |  |  |  | ----- | ---- |
| 1950 | Ferrari  | 125 F1  |  | Rit |  | Rit | 6 | NP |  |  |  | 0     |      |

| 1951 | Scuderia | Vettura |     |  |   |   |   |   |   |     |  | Punti   | Pos. |
| ---- | -------- | ------- | --- |  | - | - | - | - | - | --- |  | ------- | ---- |
| 1951 | Ferrari  | 375 F1  | Rit |  | 3 | 3 | 3 | 4 | 4 | Rit |  | 15 (18) | 5º   |

| 1952 | Scuderia | Vettura |  |  |  |  |  |  |   |   |  | Punti | Pos. |
| ---- | -------- | ------- |  |  |  |  |  |  | - | - |  | ----- | ---- |
| 1952 | Ferrari  | 500     |  |  |  |  |  |  | 3 | 3 |  | 8     | 8º   |

| 1953 | Scuderia | Vettura |   |  |     |   |   |     |    |   |   | Punti | Pos. |
| ---- | -------- | ------- | - |  | --- | - | - | --- | -- | - | - | ----- | ---- |
| 1953 | Ferrari  | 500     | 2 |  | Rit | 2 | 6 | Rit | 8* | 6 | 3 | 17    | 5º   |

| 1954 | Scuderia        | Vettura  |  |  |  |   |      |    |  |     |     | Punti | Pos. |
| ---- | --------------- | -------- |  |  |  | - | ---- | -- |  | --- | --- | ----- | ---- |
| 1954 | Maserati Lancia | 250F D50 |  |  |  | 5 | Rit* | NP |  | Rit | Rit | 2     | 20º  |

| 1955 | Scuderia | Vettura |     |   |  |  |  |  |    |  |  | Punti | Pos. |
| ---- | -------- | ------- | --- | - |  |  |  |  | -- |  |  | ----- | ---- |
| 1955 | Lancia   | D50     | Rit | 5 |  |  |  |  | NP |  |  | 2     | 20º  |

| 1956 | Scuderia                         | Vettura |  |  |  |   |     |   |     |      |  | Punti | Pos. |
| ---- | -------------------------------- | ------- |  |  |  | - | --- | - | --- | ---- |  | ----- | ---- |
| 1956 | Centro Sud Luigi Piotti Maserati | 250F    |  |  |  | 5 | Rit | 6 | Rit | Rit† |  | 2     | 20º  |

| Legenda | 1º posto     | 2º posto | 3º posto    | A punti         | Senza punti/Non class.  | Grassetto – Pole position Corsivo – Giro più veloce |
| Legenda | Squalificato | Ritirato | Non partito | Non qualificato | Solo prove/Terzo pilota | Grassetto – Pole position Corsivo – Giro più veloce |

* Indica guida condivisa con Alberto Ascari.
† Indica una guida condivisa con Jo Bonnier.

### Campionato europeo di automobilismo
| 1938    | Scuderia                  | Vettura       | FRA | GER | SVI | ITA |  |  |  | Punti | Posizione |
| ------- | ------------------------- | ------------- | --- | --- | --- | --- |  |  |  | ----- | --------- |
| 1938    | Officine Alfieri Maserati | Maserati 8CTF |     |     |     | Rit |  |  |  | 30    | 26º       |
| 1939    | Scuderia                  | Vettura       | BEL | FRA | GER | SVI |  |  |  | Punti | Posizione |
| 1939    | Officine Alfieri Maserati | Maserati 8CTF |     |     | Rit |     |  |  |  | 30    | 28º       |
| Legenda |                           |               |     |     |     |     |  |  |  |       |           |

### Gran Premi di automobilismo
| 1946    | Scuderia            | Vettura                        | FRA | SVI | ITA |     |     |
| ------- | ------------------- | ------------------------------ | --- | --- | --- | --- | --- |
| 1946    | Scuderia Ambrosiana | Maserati 4CL                   |     | Rit |     |     |     |
| 1947    | Scuderia            | Vettura                        | SVI | BEL | ITA | FRA |     |
| 1947    | Scuderia Ambrosiana | Maserati 4CL                   | 6   |     | Rit | Rit |     |
| 1948    | Scuderia            | Vettura                        | MON | SVI | FRA | ITA | GBR |
| 1948    | Scuderia Ambrosiana | Maserati 4CLT Maserati 4CLT/48 | 5   | 3   | 7   | 2   | 1   |
| 1949    | Scuderia            | Vettura                        | GBR | BEL | SVI | FRA | ITA |
| 1949    | Scuderia Ambrosiana | Maserati 4CLT/48               | Rit | -   | -   | -   | -   |
| 1949    | Scuderia Ferrari    | Ferrari 125 GPC Ferrari 125 F1 | -   | 2   | 2   | Rit | Rit |
| Legenda |                     |                                |     |     |     |     |     |

### Gare extra campionato
| Anno    | Vettura  | 1       | 2       | 3       | 4       | 5       | 6         | 7       | 8       | 9       | 10      | 11      | 12    | 13      | 14    |
| ------- | -------- | ------- | ------- | ------- | ------- | ------- | --------- | ------- | ------- | ------- | ------- | ------- | ----- | ------- | ----- |
| 1936    | Maserati | MON 6   | NÜR 9   | COC 3   |         |         |           |         |         |         |         |         |       |         |       |
| 1937    | Maserati | TRI 18  | TRI 4   | DOU Rit | MIL 6   | ALB 5   | CEC 2     | BRN 1   |         |         |         |         |       |         |       |
| 1938    | Maserati | EAL Rit | COK 3   | TRI Rit | TGF 3   | NAP 2   | ALB 1     | COC Rit | CAC Rit | CAC 1   | CEC 1   | MOD Rit |       |         |       |
| 1939    | Maserati | EAL 1   | TRI Rit | TGF 1   | NAP 4   | CAR 1   |           |         |         |         |         |         |       |         |       |
| 1946    | Maserati | NIZ 1   | ALB 8   | GEN Rit | MIL 4   | PRH Rit |           |         |         |         |         |         |       |         |       |
| 1947    | Maserati | BUA 1   | BUA 1   | ROS 2   | INT Rit | RIO 2   | MAR Rit   | NIM 1   | VIG 2   | REI Rit | ALB Rit | NIZ 1   | ALS 1 | STG Rit | LAU 1 |
| 1948    | Maserati | BUA 1   | BUA 1   | GEN Rit | SNR 2   | STG 1   | ALB 1     | SIL 1   | GAR 3   | PED 1   |         |         |       |         |       |
| 1949    | Maserati | BUA 2   | BUA Rit | GAV 1   | STH 6   | ROU 6   |           |         |         |         |         |         |       |         |       |
| 1949    | Ferrari  |         |         |         |         |         | ZAN 1     | SIL 3   | LAU 6   | BUA 3   |         |         |       |         |       |
| 1950    | Ferrari  | PAU 2   | SNR 2   | BAR Rit | ALB Rit | OLA 2   | GIN NC    |         |         |         |         |         |       |         |       |
| 1950    | Ferrari  | BUA 1   | SAM Rit | SAL 1   |         |         |           |         |         |         |         |         |       |         |       |
| 1951    | Ferrari  | SIR 1   | PAU 1   | SNR Rit | PES Rit | BAR Rit |           |         |         |         |         |         |       |         |       |
| 1952    | Ferrari  | SIR NC  | VAL 1   | PAU Rit | MAR Rit | PAR SQ  | REI Rit/3 | LES 1   | BOR 1   | LAB 2   | MOD 1   |         |       |         |       |
| 1953    | Ferrari  | SIR Rit | BOR 2   | NAP 4   | MAR Rit |         |           |         |         |         |         |         |       |         |       |
| 1955    | Lancia   | VAL 3   | PAU 4   | NAP 3   | MAR Rit | SIR 3   |           |         |         |         |         |         |       |         |       |
| 1956    | Maserati | SIR 4   | NAP Rit |         |         |         |           |         |         |         |         |         |       |         |       |
| Legenda |          |         |         |         |         |         |           |         |         |         |         |         |       |         |       |

### Sportprototipi

#### Campionato mondiale vetture sport
| 1953 | Scuderia          | Vettura                       | Stati Uniti (bandiera) | Italia (bandiera)      | Francia (bandiera) | Belgio (bandiera)         | Germania Ovest (bandiera) | Regno Unito (bandiera) | Messico (bandiera) |
| ---- | ----------------- | ----------------------------- | ---------------------- | ---------------------- | ------------------ | ------------------------- | ------------------------- | ---------------------- | ------------------ |
| 1953 | Scuderia Ferrari  | Ferrari 340 MM Ferrari 375 MM |                        | Rit                    | Rit                | Rit                       | NP                        |                        |                    |
| 1954 | Scuderia          | Vettura                       | Argentina (bandiera)   | Stati Uniti (bandiera) | Italia (bandiera)  | Francia (bandiera)        | Regno Unito (bandiera)    | Messico (bandiera)     |                    |
| 1954 | Scuderia Lancia   | Lancia D24 Lancia D25         |                        | Rit                    |                    |                           | Rit                       |                        |                    |
| 1955 | Scuderia          | Vettura                       | Argentina (bandiera)   | Stati Uniti (bandiera) | Italia (bandiera)  | Francia (bandiera)        | Regno Unito (bandiera)    | Italia (bandiera)      |                    |
| 1955 |                   | Fiat 600                      |                        |                        | 273                |                           |                           |                        |                    |
| 1955 | Maserati          | Maserati 300S                 |                        |                        |                    |                           |                           | Rit                    |                    |
| 1956 | Scuderia          | Vettura                       | Argentina (bandiera)   | Stati Uniti (bandiera) | Italia (bandiera)  | Germania Ovest (bandiera) | Svezia (bandiera)         |                        |                    |
| 1956 |                   | Osca MT4 1500                 |                        |                        | Rit                |                           |                           |                        |                    |
| 1956 | Monte Carlo Sport | Osca MT4 1500                 |                        |                        |                    | Rit                       |                           |                        |                    |
| 1956 | Maserati          | Maserati 300S                 |                        |                        |                    |                           | Rit                       |                        |                    |

#### 24 Ore di Le Mans
| Anno | Classe | N° | Gomme | Vettura                                                | Squadra          | Co-pilota      | Giri | Pos. Assol. | Pos. di Classe |
| ---- | ------ | -- | ----- | ------------------------------------------------------ | ---------------- | -------------- | ---- | ----------- | -------------- |
| 1952 | S 3.0  | 62 | P     | Ferrari 250 S Berlinetta Vignale Ferrari 3.0L V12      | Scuderia Ferrari | Alberto Ascari | 56   | Rit         | Rit            |
| 1953 | S 5.0  | 12 | P     | Ferrari 375 MM Berlinetta Pininfarina Ferrari 4.5L V12 | Scuderia Ferrari | Alberto Ascari | 229  | Rit         | Rit            |

#### 12 Ore di Sebring
| Anno    | Scuderia        | Costruttore | Vettura    | Numero | Categoria | Classe | Co-Pilota      | Giri | Risultato assoluto | Risultato di classe |
| ------- | --------------- | ----------- | ---------- | ------ | --------- | ------ | -------------- | ---- | ------------------ | ------------------- |
| 1954    | Scuderia Lancia | Lancia      | Lancia D24 | 37     | Sport     | S 5.0  | Alberto Ascari | 87   | Rit                | Rit                 |
| Legenda |                 |             |            |        |           |        |                |      |                    |                     |

#### Carrera Panamericana
| Anno    | Scuderia                  | Costruttore | Vettura                               | Numero | Categoria | Classe | Co-Pilota      | Giri | Risultato assoluto | Risultato di classe |
| ------- | ------------------------- | ----------- | ------------------------------------- | ------ | --------- | ------ | -------------- | ---- | ------------------ | ------------------- |
| 1951    | Centro Deportivo Italiano | Ferrari     | Ferrari 212 Inter Vignale             | 9      | -         | -      | Alberto Ascari | 8    | 2º                 | -                   |
| 1952    | Industrias 1-2-3          | Ferrari     | Ferrari 340 Mexico Berlinetta Vignale | 16     | Sport     | S      | Piero Cassani  | 4    | Rit                | Rit                 |
| Legenda |                           |             |                                       |        |           |        |                |      |                    |                     |

#### 1000 km del Nürburgring
| Anno    | Scuderia          | Costruttore | Vettura        | Numero | Categoria | Classe | Co-Pilota                    | Giri | Risultato assoluto | Risultato di classe |
| ------- | ----------------- | ----------- | -------------- | ------ | --------- | ------ | ---------------------------- | ---- | ------------------ | ------------------- |
| 1953    | Scuderia Ferrari  | Ferrari     | Ferrari 375 MM | 2      | Sport     | S      | Mike Hawthorn Alberto Ascari | 0    | NP                 | NP                  |
| 1956    | Monte Carlo Sport | OSCA        | Osca MT4 1500  | 31     | Sport     | S 1.5  | Louis Chiron                 | 26   | Rit                | Rit                 |
| Legenda |                   |             |                |        |           |        |                              |      |                    |                     |

#### Targa Florio
| Anno    | Scuderia                                                          | Costruttore | Vettura            | Numero | Categoria | Classe | Co-Pilota         | Giri | Risultato assoluto | Risultato di classe |
| ------- | ----------------------------------------------------------------- | ----------- | ------------------ | ------ | --------- | ------ | ----------------- | ---- | ------------------ | ------------------- |
| 1938    | Ambrosiana                                                        | Maserati    | Maserati 6 CM 1500 | 22     | ?         | 1.1    |                   | 30   | 3º                 | 3º                  |
| 1939    | Ambrosiana                                                        | Maserati    | Maserati 6 CM 1500 | 18     | ?         | 1.5    |                   | 40   | 1º                 | 1º                  |
| 1940    | Maserati                                                          | Maserati    | Maserati 4 CM 1500 | 26     | ?         | 1.5    |                   | 40   | 1º                 | 1º                  |
| 1948    | Scuderia Ambrosiana[[Categoria:Piloti della Scuderia Ambrosiana]] | Maserati    | Maserati A6 GCS    | 1      | Sport     | S 2.0  | Guerino Bertocchi | 0    | Rit                | Rit                 |
| 1950    | Scuderia Ferrari                                                  | Ferrari     | Ferrari 166 MM     | 438    | Sport     | S 2.0  | Pasquale Cassani  | 1    | 12º                | 5º                  |
| 1948    |                                                                   | Maserati    | Maserati A6 GCS    | 1      | Sport     | S 2.0  | Guerino Bertocchi | 0    | Rit                | Rit                 |
| 1950    | Scuderia Ferrari                                                  | Ferrari     | Ferrari 166 MM     | 438    | Sport     | S 2.0  | Pasquale Cassani  | 1    | 12º                | 5º                  |
| 1955    | Officine Alfieri Maserati                                         | Maserati    | Maserati 300S      | 118    | Sport     | S +2.0 | Luigi Musso       | 4    | Rit                | Rit                 |
| 1956    | Osca                                                              | OSCA        | Osca 750 S         | 58     | Sport     | S 750  |                   | 5    | Rit                | Rit                 |
| 1956    | Osca                                                              | OSCA        | Osca MT4 1500      | 86     | Sport     | S 1.5  | Giulio Cabianca   | 10   | 2º                 | 2º                  |
| Legenda |                                                                   |             |                    |        |           |        |                   |      |                    |                     |

#### Mille Miglia
| Anno    | Scuderia            | Costruttore | Vettura                                | Numero | Categoria          | Classe    | Co-Pilota         | Risultato assoluto | Risultato di classe |
| ------- | ------------------- | ----------- | -------------------------------------- | ------ | ------------------ | --------- | ----------------- | ------------------ | ------------------- |
| 1933    |                     | Fiat        | Fiat 508S Balilla Sport                | 4      | Vetture utilitarie | VU 1.1    | Emilio Villoresi  | 33º                | 5º                  |
| 1934    |                     | Fiat        | Fiat 508CS Balilla Sport               | 10     | Sport              | S 1.1     | Emilio Villoresi  | Rit                | Rit                 |
| 1935    |                     | Fiat        | Fiat 508CS Balilla Sport               | 14     | Sport              | S 1.1     | Emilio Villoresi  | 18º                | 2º                  |
| 1936    |                     | Fiat        | Fiat 508CS Balilla Sport               | 23     | ?                  | 1.1       | Emilio Villoresi  | Rit                | Rit                 |
| 1937    | Scuderia Ambrosiana | Maserati    | Maserati 4CS 1100                      | 101    | Sport              | S 1.1     | Giovanni Lurani   | Rit                | Rit                 |
| 1938    | Scuderia Ambrosiana | Lancia      | Lancia Aprilia spider Zagato           | 94     | Sport              | SN 1.5    | Corrado Forti     | 14º                | 1º                  |
| 1940    |                     | Lancia      | Lancia Astura spider                   | 75     | ?                  | 3.0       |                   | NP                 | NP                  |
| 1947    |                     | Maserati    | Maserati A6GCS berlinetta              | 222    | Sport              | S 2.0     | Guerino Bertocchi | Rit                | Rit                 |
| 1950    | Scuderia Ferrari    | Ferrari     | Ferrari 275 S Barchetta Touring        | 731    | Sport              | S +2.0    | Piero Cassani     | Rit                | Rit                 |
| 1951    | Scuderia Ferrari    | Ferrari     | Ferrari 340 America Berlinetta Vignale | 405    | Sport              | S/GT +2.0 | Piero Cassani     | 1º                 | 1º                  |
| 1953    | Scuderia Ferrari    | Ferrari     | Ferrari 340 MM Touring                 | 613    | Sport              | S +2.0    | Piero Cassani     | Rit                | Rit                 |
| 1955    |                     | Fiat        | Fiat 600                               | 2211   | Turismo            | T 750     | Osvaldo Pieri     | 273º               | 52º                 |
| 1956    |                     | OSCA        | Osca MT4 1500                          | 436    | Sport              | S 1.5     |                   | Rit                | Rit                 |
| Legenda |                     |             |                                        |        |                    |           |                   |                    |                     |

### 500 Miglia di Indianapolis
| Anno   | N° auto | Partito | Media qualifica | Finito | Giri | Giri in testa | Causa ritiro |
| ------ | ------- | ------- | --------------- | ------ | ---- | ------------- | ------------ |
| 1946   | 52      | 28º     | 121.249         | 7º     | 200  | 0             | /            |
| Totale | Totale  | Totale  | Totale          | Totale | 200  | 0             |              |

## Vittorie in gare extra-campionato
- I Circuito di Masaryk di Brno, 1937
- I Circuito del Carnaro 1939
- Gran Premio d'Alsazia 1947
- Gran Premio di Gran Bretagna 1948
- Coppa Acerbo 1938
- Coppa Edda Ciano 1938
- Gran Premio d'Olanda 1949
- Gran Premio di Albigeois 1938, 1948
- Gran Premio di Bruxelles 1949
- Gran Premio del Comminges 1948
- Gran Premio di Marsiglia 1950, 1951
- Gran Premio di Modena 1952
- Gran Premio di Nizza 1946, 1947
- Gran Premio di Nîmes 1947
- Gran Premio di Pau 1951
- Gran Premio di Napoli 1948
- Gran Premio del Valentino 1952
- Gran Premio di Interlagos 1949
- Gran Premio di Losanna 1947
- Mille Miglia 1951
- Gran Premio del Penya Rhin 1948
- Gran Premio Generale Juan Perón 1947, 1948
- Gran Premio Eva Duarte Perón 1947, 1948
- Gran Premio di Rio de Janeiro 1949
- Giro di Sicilia 1953
- Gran Premio di Siracusa 1951
- Gran Premio del Sudafrica 1939
- Targa Florio 1939, 1940
- Gran Premio di Tripoli 1937
- Gran Premio di Zandvoort 1949

## Onorificenze
Medaglia d'Oro al valore atletico
Nel 1960 fu insignito della Medaglia d'Oro al valore atletico per meriti eccezionali.